# 旭海科研火箭發射場

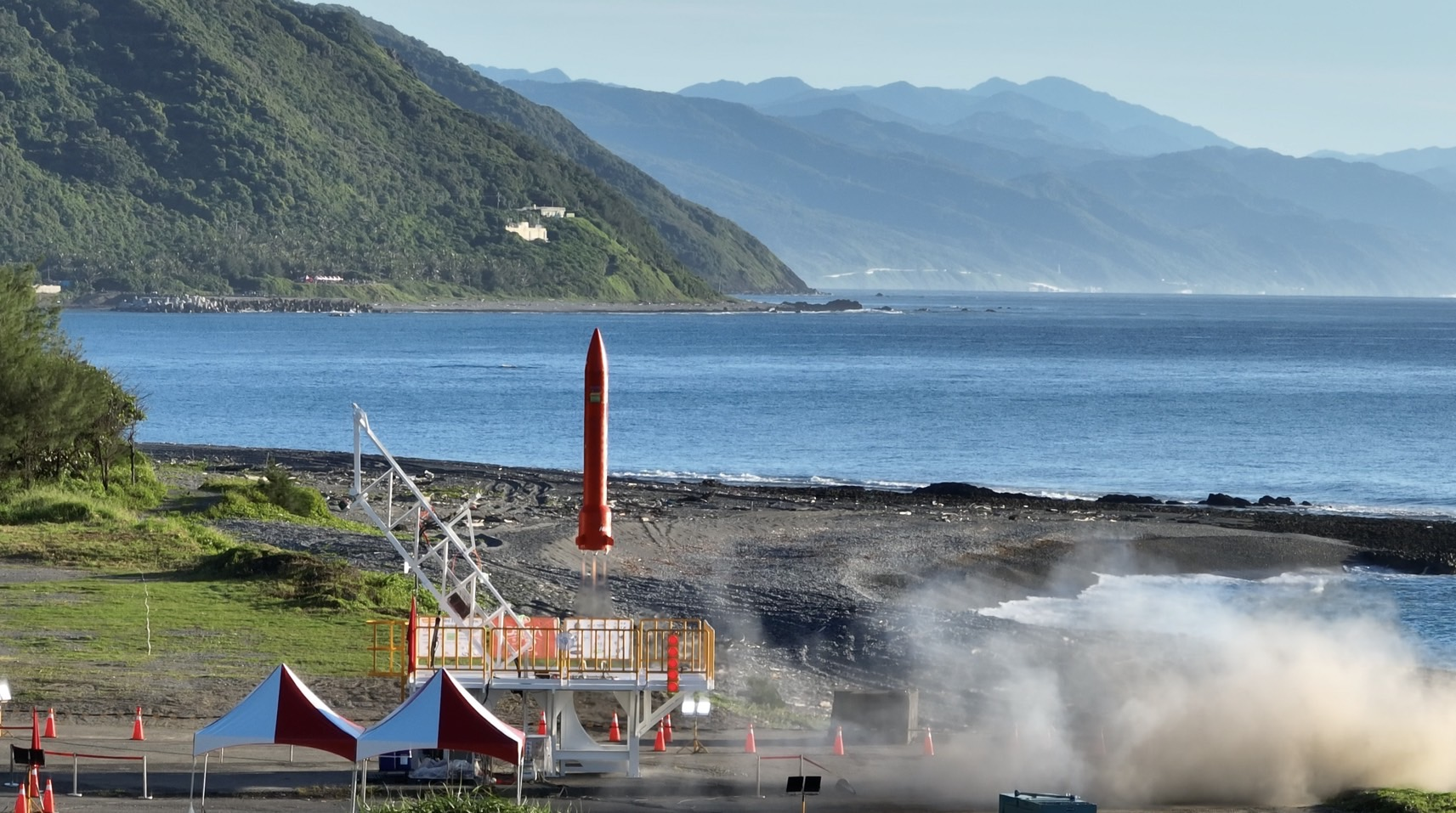
前瞻火箭研究中心HTTP-3A科研火箭飛行測試，為旭海發射場首次發射任務

旭海發射場，正式名稱為國家科學及技術委員會短期科研探空火箭發射場域。是台灣首個專供學術研究用途的火箭發射場，位於屏東縣牡丹鄉旭海村牡丹灣沙灘。隸屬於中華民國國家科學及技術委員會，並由其下行政法人國家太空中心專責管理與維運。是2022年1月啟用，並於7月首次發射任務成功。

## 歷史沿革

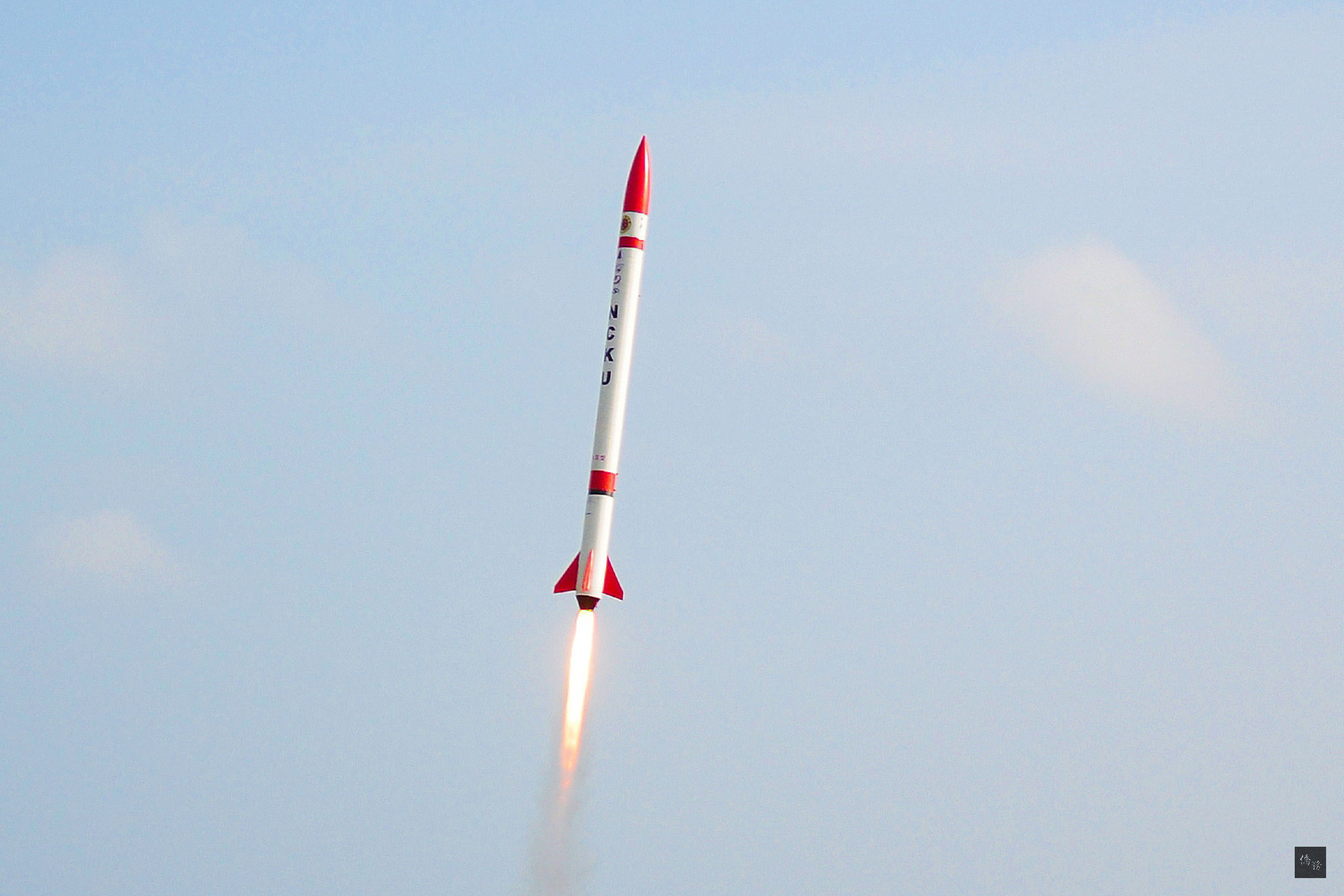
2015年成大Ⅲ型混合火箭在旭海灣海岸發射

科技部於2020年6月提出「科技部短期科研探空火箭發射場域安全規範」，並指「本規範所稱之火箭發射場，僅適用於屏東縣牡丹鄉旭海村牡丹灣段（0654段號）0742000及0743000地號之土國有財產署核准本部借用之短期科研火箭發射場域」，位於台26線旭海村段三射坪，臨近中科院九鵬基地，為國有海岸林地，占地面積9700平方公尺。
由於選址位於原住民部落區域，根據原住民族基本法第21條規定，使用土地前需先完成諮商並取得原住民族或部落同意，並在2021年11月23日經旭海村部落會議投票，通過同意85張以上票數，首個火箭發射場域建立，將提供由科技部（現國科會）補助、委託或出資科學技術研究發展計畫的單位進行技術驗證或探空火箭發射實驗。
2021年底國家太空中心主任吳宗信表示，將在2022年初開放學術研究用途申請試射火箭，首批申請單位包含國立成功大學、國立陽明交通大學，陽明交大有意在3月、4月發射科研火箭，成大則在6月、7月進行。
2022年1月13日起正式接受符合規定的火箭科研機構申請使用，單位需於預定發射日 60 天前，以書面向科技部提出短期科研探空火箭發射場域使用申請。
2023年11月，國家太空中心主任吳宗信表示計畫未來4至5年內在台灣東南角設立永久性國家級太空發射場，經評估最適合的地點包含南田太空港發射場所在的台東南田與旭海發射場所在地屏東旭海。並計畫需要數十公頃，甚至高達百公頃的發射場用地。
2025年3月，國家太空中心正式選擇位於旭海發射場南方6公里左右的屏東縣滿州鄉九棚村為國家發射場域，並開始進行規劃與環評程序。
2025年7月，啟用火箭組裝廠房與控制中心。新建科研火箭組裝廠房為高7公尺，牆面為厚度2公尺的防爆牆，屋頂設置53平方公尺太陽能板，另設置發電機供應電力。發射平台建置避雷塔、微型氣象監測站、儲水槽。控制中心原為中科院租用、經整修後配置控制室、觀看區、會議室。火箭研發團隊能在旭海發射場完成從設計、組裝、測試到發射控制的完整流程

## 發射任務

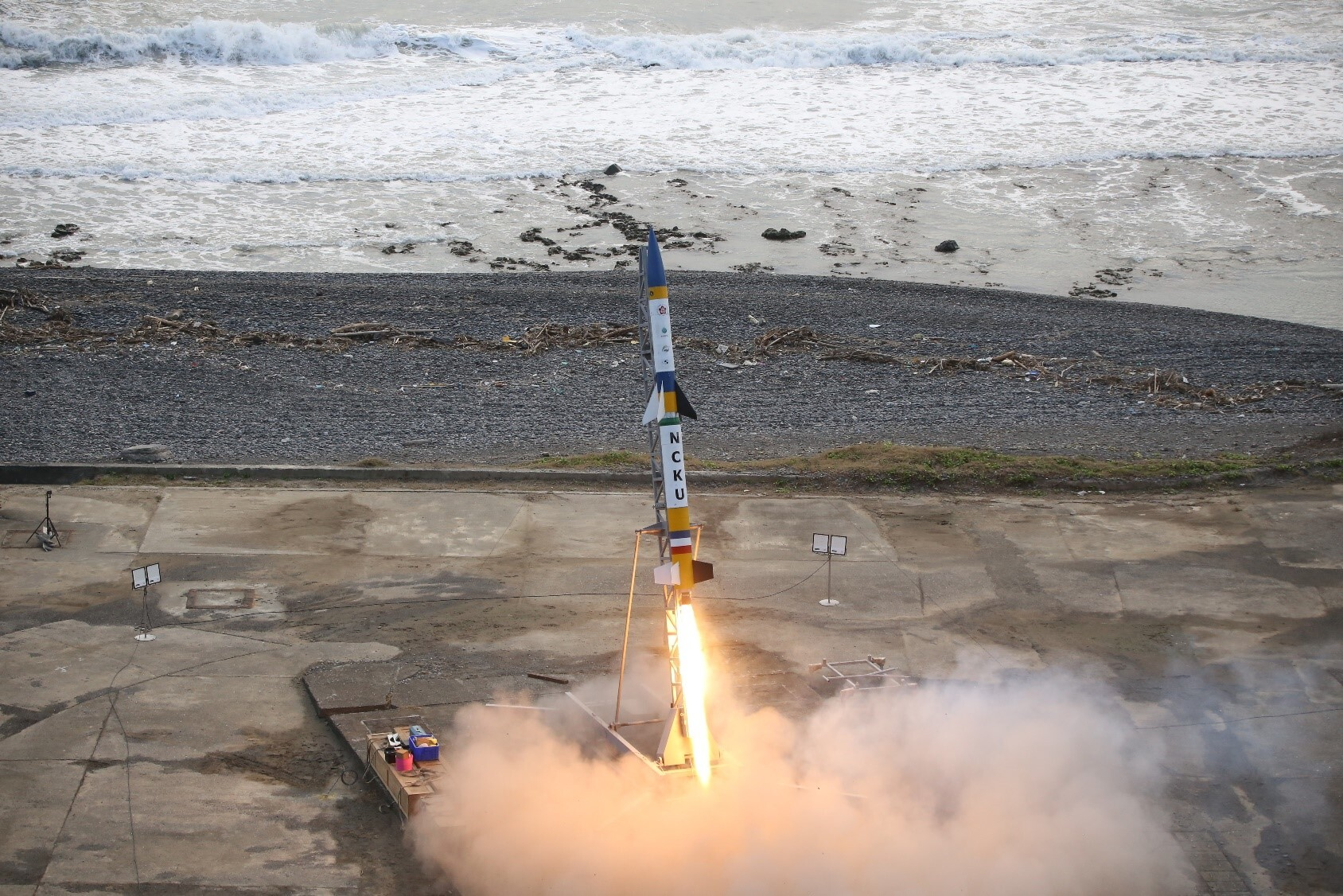
國立成功大學多節式科研混合火箭飛行測試

### HTTP-3A
HTTP-3A探空火箭是旭海發射場首次發射任務，原訂於2022年5月3日由國立陽明交通大學前瞻火箭研究中心進行，因發射條件不佳、航電飛控系統運作異常，宣布取消發射。後於7月10日進行發射。2022年7月10日，HTTP-3A雙節混合式火箭第二節於上午6時12分發射。過原定飛行約10分鐘，最高可達12公里，卻在升空過程發生引擎提早熄火，最終只飛行3公里高，起飛至落海僅約80秒。
根據發射單位資料，HTTP-3A火箭第二節高4.8公尺，起飛重量約365公斤，上半部直徑50公分、下半部直徑70公分，是全球首支可導控混合式火箭。此次發射任務完成後，預計在2023年進行雙節火箭全箭飛行測試。

### 成大混合火箭
國立成功大學跨領域混合火箭團隊原訂於2022年8月1日發射雙節式混合火箭，然在發射前發生設備問題因故取消發射。後於11月8日發射。11月8 日成功發射 1500 公斤級推力暨 300 公斤級推力之兩節式試驗型混合火箭。該箭全長 6.2 公尺，最大直徑 34 公分，重約 270 公斤，是以 2019 年成功發射的 1500 公斤級推力混合火箭為基礎，經由3年研製而成。此次發射任務結果將作為預計在2023年進行 3000 公斤等級全型火箭設計基礎與參考。

### 淡江一型
淡江大學航空太空工程學系研製首支探空火箭「淡江一型」，於2023年6月5日上午6時27分順利發射。是首個使用該發射場的私立大學。該箭全長1.82公尺，最大直徑12公分，重約35.9公斤，飛行高度4,827公尺。

### Jessie
淡江大學研製第二支探空火箭「Jessie」，於2023年9月10日上午順利發射。火箭長度2.87公尺、最大直徑14.5公分、重約46.675公斤、飛行高度4320公尺。

### 逢甲大學SHSR Aero-1
逢甲大學航太與系統工程學系熱氣動力與推進實驗室與龍華科技大學電子系共同研製第一支探空火箭，為混合式火箭(Hybrid-Propellant Rocket)，預計於2023年11月11日進行發射，後因電子訊號干擾，延後一日並於2023年11月12日成功發射。
本火箭總高：1764.99 mm，重量：14.23 kg，直徑：130 mm，飛行高度200公尺。
SHSR Aero-2預計於2024下半年進行發射。

### Asfaloth Launch-1
國立陽明交通大學航太系統與流體力學實驗室（ASARe Lab，阿莎力）、前瞻火箭研究中心(ARRC) 、微機電伺服控制實驗室(MSCL)合作，於2024年7月21日成功發射，火箭長度5.2公尺、最大直徑26.5公分、重約190公斤、火箭推力約1000公斤、飛行高度3000公尺。

### Polaris
淡江大學研製第三支探空火箭「Polaris」，於2024年8月5日日上午順利發射。火箭重量為58公斤，總長3.08公尺，直徑16.32公分。

## 外部連結
- ARRC-Advanced Rocket Research Center （页面存档备份，存于）